# Platyscapa soraria
Platyscapa soraria är en stekelart som beskrevs av Wiebes 1980. Platyscapa soraria ingår i släktet Platyscapa och familjen fikonsteklar.
Artens utbredningsområde är:
- Etiopien.
- Malawi.
- Zambia.

Inga underarter finns listade i Catalogue of Life.